# Ján Mockovčiak
Ján Mockovčiak (23. června 1910 – ???) byl slovenský a československý politik Komunistické strany Slovenska a poúnorový poslanec Slovenské národní rady a Národního shromáždění ČSSR a Sněmovny lidu Federálního shromáždění.

## Biografie
V letech 1956–1965 se uvádí jako účastník zasedání Ústředního výboru Komunistické strany Slovenska. Od prosince 1962 zastával post předsedy Kontrolní a revizní komise KSS.
Ve volbách roku 1954 byl zvolen do Slovenské národní rady. Ve volbách roku 1960 byl zvolen za KSS do Národního shromáždění ČSSR za Východoslovenský kraj. Mandát získal i ve volbách v roce 1964. V Národním shromáždění zasedal až do konce jeho funkčního období v roce 1968.
K roku 1968 se profesně uvádí jako politický pracovník Krajského výboru KSS z obvodu Snina.
Po federalizaci Československa usedl roku 1969 do Sněmovny lidu Federálního shromáždění (volební obvod Snina), kde setrval do konce volebního období, tedy do voleb v roce 1971.